# Miriam Gallardo
Pour les articles homonymes, voir Gallardo.
Miriam Gallardo, née le 2 mai 1968, est une joueuse de volley-ball péruvienne.
Elle évolue en équipe du Pérou de volley-ball féminin dans les années 1980. 

## Palmarès
- Jeux olympiques
  -  Médaille d'argent en volley-ball en 1988 à Séoul